# Woldemar Friedrich Karl von Ditmar

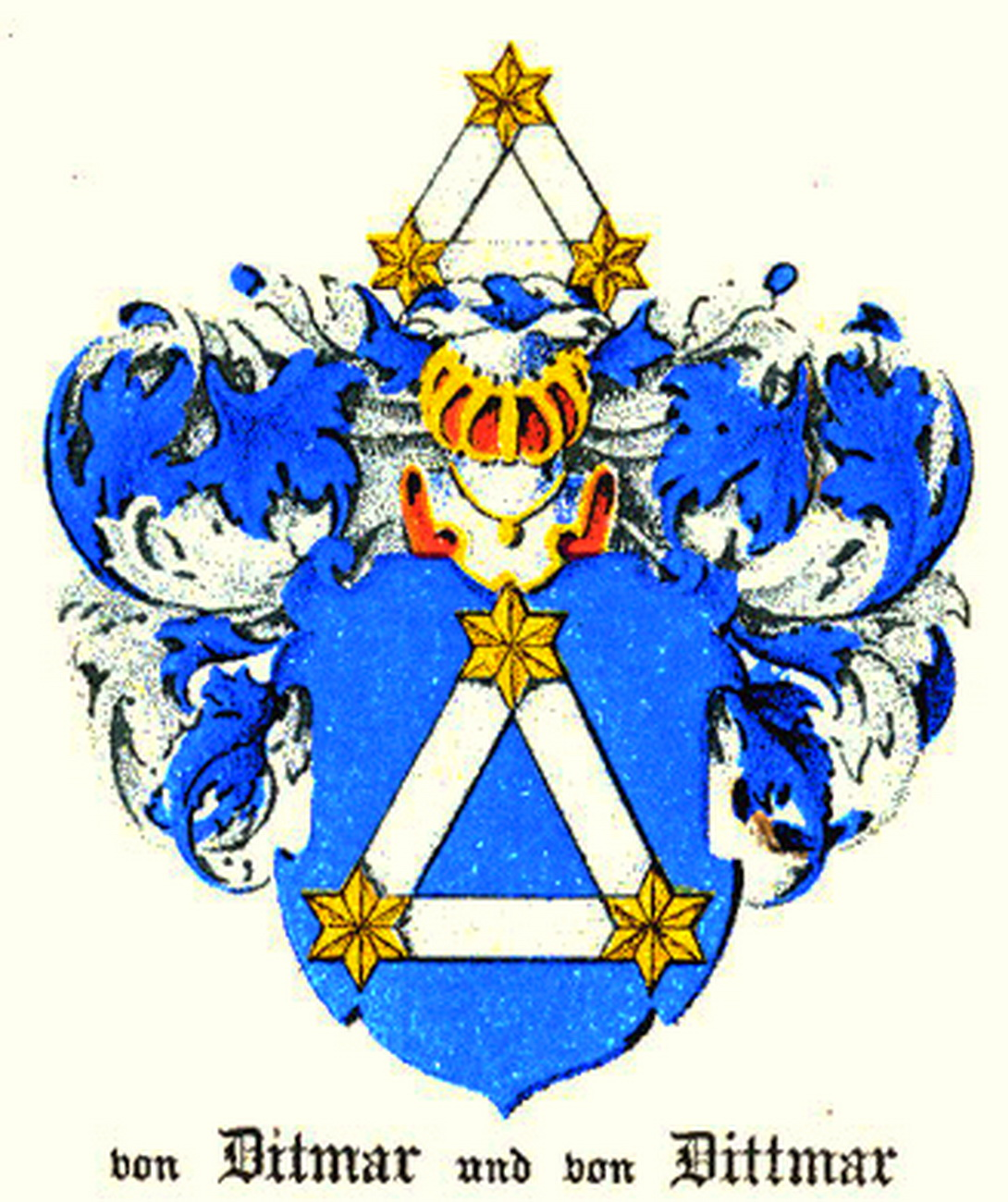
Wappen der Adelsfamilie von Ditmar

Woldemar Friedrich Karl von Ditmar (* 6. August 1794 in Pernau, Gouvernement Livland; † 12. November 1826  in Fennern, Gouvernement Livland) war ein baltischer Freiherr, Jurist und Schriftsteller.

## Werdegang
Woldemar Friedrich Karl wurde in häuslicher Umgebung unterrichtet. Von 1812 bis 1815 studierte er an der Kaiserlichen Universität Dorpat Philosophie und Rechtswissenschaft. Sein philosophisches Studium setzte er 1815 an der  Universität Königsberg fort. In Berlin und Heidelberg vollendete er sein juristisches Studium und promovierte 1817 in Heidelberg zum Doktor der Rechte. 1818 habilitierte er sich an der Kaiserlichen Universität Dorpat und war danach bis 1819 Privatdozent für livländisches und römisches Recht und Strafrecht. Zu seinen Vorlesungen gehörte „Das Livländische Privatrecht“, nach eigenem Plan und „Lehnsrecht, als Vorbereitungscollegium zum gründlicheren Studio des Livländischen Rechts“, nach G. L. Böhmeri. Die akademische Arbeit beendete er zum Ende des Jahres 1819 und wurde Assessor am Pernauschen Kreisgericht. Er betätigte sich auch schriftstellerisch.

## Herkunft und Familie
Woldemar Friedrich Karl von Ditmar stammte aus der livländisch-estländischen Linie des Adelsgeschlechts von Ditmar. Sein Vater war Woldemar Adolph von Ditmar (1770–1837), der in 1. Ehe mit Karoline Johanna von Krüdener, seiner Mutter (1768–1852), und in 2. Ehe mit Anna Margarethe (Martha) von Haffstein (1748–1802) verheiratet war. Sein Neffe war der Jurist Christoph Friedrich Conrad von Ditmar (1843–1894). 
Woldemar Friedrich Karl von Ditmar heiratete 1821 Charlotte Juliane von Stackelberg (1804–1880). Ihr einziges Kind war Karl Woldemar Bernhard Ferdinand von Ditmar (1822–1892), er hatte keine Nachkommen.